# NGC 3006
NGC 3006 é uma galáxia lenticular (S0) localizada na direcção da constelação de Ursa Major. Possui uma declinação de +44° 01' 32" e uma ascensão recta de 9 horas, 49 minutos e 17,2 segundos.
A galáxia NGC 3006 foi descoberta em 25 de Janeiro de 1851 por William Parsons.